# Poziv
Poziv (с серб. — «Приглашение») — шестнадцатый студийный альбом сербской певицы Светланы «Цецы» Ражнатович, выпущенный 17 июня 2013 года на лейблах Miligram Music и City Records.

## Запись альбома
Запись альбома началась 1 мая 2013 года. Весь альбом был записан на студии Александара Милича, который и выступил продюсером. Тексты песен опять написала Марина Туцакович. В качестве автора музыки был привлечён Дамир Ханданович, который ранее с певицей не работал.
Также для альбома планировалось записать дуэт с Ацей Лукасом, однако из-за несовпадения графиков запись так и не состоялась, тем не менее, в 2014 году они выпустили совместный сингл «Ne zanosim se ja».

## Релиз и продвижение
Выпуск альбома состоялся 17 июня 2013 года. В тот же день официальные аудио были размещены на официальном канале City Records на YouTube, всего за сутки альбом смог набрать таким образом более миллиона просмотров.
Раскрутка альбома началась ранее, 11 июня певица исполнила песни «Poziv» и «Ime i prezime» на шоу «Ami G Show». В течение следующего года исполнительница представляла песни из альбома на таких шоу как «Zvezde Granda», «Žikina šarenica», «S ljubavlju hrabrim srcima», «Novogodišnji program», «Magazin in», «Sat, dva», «Brawo show» и «Žikina šarenica».
Также было снято несколько видеоклипов. Первым стал «Da raskinem sa njom», который был презентован 18 июня 2013 года. В октябре был выпущен второй видеоклип «Turbulentno», который в рекордное для балканских исполнителей время набрал 100 000 просмотров. Третий видеоклип, на песню «Dobro sam prošla», был снят в Таиланде и презентован 19 марта 2014 года, он также за сутки смог набрать более 100 000 просмотров. Режиссёром всех видео стал Милош Надаждан.
В 2013 году Цеца отправилась в европейское турне Poziv, в рамках которого посетила пятнадцать стран, в том числе и Россию.

## Список композиций
| №                   | Название              | Текст песни                            | Музыка              | Длительность |
| ------------------- | --------------------- | -------------------------------------- | ------------------- | ------------ |
| 1.                  | «Poziv»               | Марина Туцакович, Лилиана Йоргованович | Александар Милич    | 4:15         |
| 2.                  | «Da raskinem sa njom» | Марина Туцакович                       | Дамир Ханданович    | 3:52         |
| 3.                  | «5 minuta»            | Марина Туцакович                       | Александар Милич    | 3:02         |
| 4.                  | «Ime i prezime»       | Марина Туцакович                       | Александар Милич    | 3:44         |
| 5.                  | «Mrzi me»             | Марина Туцакович                       | Александар Милич    | 3:35         |
| 6.                  | «Brat»                | Марина Туцакович                       | Дамир Ханданович    | 3:07         |
| 7.                  | «Udaće se suze moje»  | Марина Туцакович, Александар Томич     | Дамир Ханданович    | 3:17         |
| 8.                  | «Vidimo se daso»      | Марина Туцакович                       | Александар Милич    | 3:22         |
| 9.                  | «Dobro sam prošla»    | Марина Туцакович                       | Александар Милич    | 3:35         |
| 10.                 | «Turbulentno»         | Марина Туцакович                       | Дамир Ханданович    | 3:16         |
| Общая длительность: | Общая длительность:   | Общая длительность:                    | Общая длительность: | 34:59        |

## Участники записи
Музыканты
- Светлана Ражнатович — вокал
- Ивана Павлович — бэк-вокал (3, 8)
- Ивана Селаков — бэк-вокал (1, 2, 4, 5, 6, 7, 9, 10)
- Владимир Миленкович — аккордеон
- Иван Милосавльевич-Милке — бас-гитара, гитара, электрогитара
- Петар Трумбеташ — бузуки
- Йовица Смрзлич — клавишные
- Сречко Митрович — клавишные

Технический персонал
- Джеймс Круз — мастеринг
- Иван Милосавльевич-Милке — программирование, сопродюсирование, запись и сведение
- Борис Крстаич — программирование, саунд-дизайн (2, 6, 8, 10)
- Милош Надаждин — фото
- Милан Новичич — графический дизайн

Студии
Studio Miligram — запись и сведение
Zeitgeist Sound Studios — мастеринг

## История релиза
| Регион               | Дата            | Лейбл                        | Формат                      |
| -------------------- | --------------- | ---------------------------- | --------------------------- |
| Сербия               | 17 июня 2013    | Miligram Music, City Records | Компакт-диск                |
| Босния и Герцеговина | 17 июня 2013    | Miligram Music, City Records | Компакт-диск                |
| Северная Македония   | 17 июня 2013    | Miligram Music, City Records | Компакт-диск                |
| Монако               | 17 июня 2013    | Miligram Music, City Records | Компакт-диск                |
| Словения             | 27 августа 2013 | Miligram Music, City Records | Компакт-диск                |
| Мир                  | 2013            | Miligram Music, City Records | Цифровая загрузка, стриминг |
| Мир                  | 25 апреля 2020  | Ceca Music                   | Цифровая загрузка, стриминг |